# Габровець-при-Драмлях
Габровець-при-Драмлях (словен. Gabrovec pri Dramljah) — поселення в общині Войник, Савинський регіон, Словенія. 
Висота над рівнем моря: 352,6 м.